# Куараси (Бразилия)
Куара́си (порт. Coaraci)  —  муниципалитет в Бразилии, входит в штат Баия. Составная часть мезорегиона Юг штата Баия. Входит в экономико-статистический микрорегион Ильеус-Итабуна. Население составляет 25 509 человек на 2006 год. Занимает площадь 296,820 км². Плотность населения — 85,9 чел./км².

## История
Город основан 12 декабря 1952 года.

## Статистика
- Валовой внутренний продукт на 2003 год составляет 66 304 256,00 реалов (данные: Бразильский институт географии и статистики).
- Валовой внутренний продукт на душу населения на 2003 год составляет 2494,05 реалов (данные: Бразильский институт географии и статистики).
- Индекс развития человеческого потенциала на 2000 год составляет 0,655 (данные: Программа развития ООН).

## География
Климат местности: тропический. В соответствии с классификацией Кёппена, климат относится к категории A.